# Brachyhesma nigricornis
Brachyhesma nigricornis là một loài Hymenoptera trong họ Colletidae. Loài này được Exley mô tả khoa học năm 1975.